# Simionești (okręg Neamț)
Simionești – wieś w Rumunii, w okręgu Neamț, w gminie Cordun. W 2011 roku liczyła 724 mieszkańców.